# Osiedle Przyjaźni (Leszno)
Osiedle Przyjaźni – jedna z 12 dzielnic Leszna. W jej granicach są dwa osiedla mieszkaniowe: jedno typu wielki zespół mieszkaniowy (powstałe na przełomie lat 70. i 80. XX wieku, gdy miasto silnie rozrastało się jako stolica nowego województwa), a drugie będącym osiedlem domków jednorodzinnych (powstałe w III RP). Dzielnica jest położona we wschodniej części powiatu Leszno.
Dzielnica składa się zatem z budynków typu wielki zespół mieszkaniowy:
- ulicy Węgierskiej – 4 bloków (po 2 klatki) 10-piętrowe (22 mieszkania na klatce)
- ulicy Armii Krajowej (do 1990 Kraju Rad) – 5 bloków (po 2 klatki) 10-piętrowe (22 mieszkania na klatce)
- ulicy Niemieckiej (do 1990 NRD) – 11 budynków 4-piętrowych (10 mieszkań)
- ulicy Czechosłowackiej – 20 budynków 4-piętrowych (10 mieszkań)
- ulicy Bułgarskiej
- ulicy Rumuńskiej
- ulicy Kubańskiej
- ulicy Holenderskiej

oraz budynków jednorodzinnych:
- ulicy Greckiej
- ulicy Francuskiej
- ulicy Belgijskiej
- ulicy Litewskiej
- ulicy Portugalskiej
- ulicy Maltańskiej
- ulicy Cypryjskiej
- ulicy Hiszpańskiej – ulica składa się z ciągu głównego i dwóch sięgaczy. Na całej ulicy wybudowanych jest: w ciągu głównym 8 budynków, w pierwszym sięgaczu 7 budynków, w drugim sięgaczu 15 budynków. Przy ulicy znajduje się także stacja diagnostyki pojazdów. Od października 2012 ulica jest utwardzona, posiada wszystkie media łącznie z kanalizacją deszczową oraz oświetleniem. Wjazd na ulicę od strony ul. Unii Europejskiej.
- ulicy Irlandzkiej

Na osiedlu znajduje się szkoła podstawowa nr 12 i przedszkole nr 15, zespół handlowo-usługowy "Kwadrat".
Osiedle należy do parafii pw. św. Antoniego Padewskiego.
Osiedle wchodzi w skład okręgu wyborczego nr 1 do Rady Miejskiej Leszna.